# Supercoppa di Spagna 2008 (hockey su pista)
La Supercoppa di Spagna 2008 è stata la 5ª edizione dell'omonima competizione spagnola di hockey su pista. Il torneo ha avuto luogo dal 3 al 25 febbraio 2009. A conquistare il titolo è stato il Barcellona per la quarta volta nella sua storia superando in finale il Noia.

## Squadre partecipanti
| Club       | Qualificazione               | Partecipazioni precedenti (il grassetto indica la vittoria) |
| ---------- | ---------------------------- | ----------------------------------------------------------- |
| Barcellona | Vincitore dell'Ok Liga       | 2004, 2005, 2006, 2007                                      |
| Noia       | Vincitore della Coppa del Re | Esordiente                                                  |

## Risultati

### Finale di andata
| Barcellona 3 febbraio 2009 | Barcellona | 5 – 1 referto | Noia | Palau Blaugrana |

### Finale di ritorno
| Sant Sadurní d'Anoia 25 febbraio 2009 | Noia | 3 – 4 referto | Barcellona | Pavelló Olímpic de l'Ateneu Agrícola |